# 黄刚
黄刚（1962年—），湖南长沙人，汉族，中华人民共和国政治人物、第十二届全国人民代表大会河北地区代表。

## 生平
毕业于中国地质大学（北京），加入中国共产党。2013年，被选为全国人大代表。